# Smalhuvad hedmyra
Smalhuvad hedmyra (Formica fennica) är en myrart. Smalhuvad hedmyra ingår i släktet Formica, och familjen myror. Arten har ej påträffats i Sverige.